# 深挖洞、广积粮、不称霸
“深挖洞、广积粮、不称霸”，是中华人民共和国于1969年为应对苏联可能发动的包括核打击在内的军事行动，而提出的备战口号。中苏交恶时期，1969年3月“珍宝岛事件”爆发后，面对苏联的军事威胁，时任中共中央主席毛泽东于同年4月提出该口号。当时全国大中城市都普遍开展了挖防空洞和防空壕活动，参加者数以亿计，其中北京建有“地下城”。

## 释义
“深挖洞、广积粮、不称霸”意为号召全国各地群众构筑防空工事、增加粮食储备，且不对外称霸。该口号化用自明太祖朱元璋征求学士朱升对他平定天下战略方针的意见，朱升说：“高筑墙，广积粮，缓称王。” 但该历史典故依然存在疑点。

## 历史
1960年代中苏交恶时期，边界领土争端不断，1969年3月“珍宝岛事件”爆发后，中苏面临核战争，苏联准备对中国实行核打击。1969年4月，毛泽东提出“深挖洞、广积粮、不称霸”的备战口号，同月中共九大召开，同苏联备战也是重要议题。此外，毛泽东还提出了“要准备打仗”和“房子地下挖洞”的号召，当时全国各大中城市立即掀起了一场“深挖洞”的全民备战运动，参加者数以亿计。

依据《“深挖洞”的背后》一书的作者谭克明，“人防城市的确立有一个过程，首先定了70多个重要的大中城市，后来全面备战，一些作为后方基地的城市也被纳入人防城市”。1970年2月4日，英国《每日电讯报》刊登了诺曼·韦伯斯特的一篇文章，其中提到：
北京的警报响起的时候，附近小学的学生和他们的教师排好了队伍，然后在军人的指导下开始向街的一头加快步子跑去。他们像小小的田鼠一样，消失在地下的地堡里。... 与此同时，新沙皇的代表继续在北京同中国进行边界谈判。俄国人显然准备长谈，至少他们是希望人们相信这一点。
此后，“深挖洞”运动几乎影响了整个1970年代，据统计，全国挖洞的轴长度超过万里长城，而挖掘土石的体积也超过了长城的土石方总量。仅浙江一省，有48个市、县相继建立了由党政军主要领导参加的人防领导小组，大搞修筑防空工事的群众运动，在不到两年的时间里，全省共构筑各种防空洞、防空壕等防空掩体23万平方米。